# Billy Elliot the Musical Live
Billy Elliot the Musical Live is een Britse verfilming uit 2014 van Elton Johns musical Billy Elliot the Musical (2005), die op zijn beurt weer gebaseerd was op de film Billy Elliot uit 2000. Stephen Daldry regisseerde zowel de originele film als de musicalbewerking uit 2014.
Billy Elliot Live werd opgenomen op 28 september 2014 in het Victoria Palace Theatre in het West End van Londen en werd live uitgezonden in bioscopen in verschillende Europese landen. Daarna volgden er nog vertoningen over de hele wereld.
De hoofdrollen in de gefilmde productie worden gespeeld door Elliott Hanna als Billy, Ruthie Henshall als Mrs. Wilkinson en Deka Walmsley, Ann Emery en Chris Grahamson als respectievelijk Billy's vader, grootmoeder en oudere broer.

## Verhaallijn

### Eerste bedrijf
In County Durham is de mijnwerkersstaking van 1984-1985 net begonnen ("The Stars Look Down"). De elfjarige Billy, die geen moeder meer heeft, moet na zijn boksles blijven en belandt in een balletles van mevrouw Wilkinson. Hij is de enige jongen, maar raakt aangetrokken door de sierlijkheid van de dans ("Shine"). In eerste instantie blijft het geheim gemakkelijk te bewaren, aangezien zijn grootmoeder de enige is die thuis is. Ze vertelt over haar gewelddadige relatie met haar overleden man en dat ze ook van dansen hield, wat alles goed maakte ("Grandma's Song").
Terwijl Billy's vader Jackie, broer Tony en buren staken en in conflict komen met de oproerpolitie, blijft hij danslessen volgen. Hij houdt dit geheim voor zijn familie ("Solidarity"), een nummer dat de gewelddadige realiteit van de staking combineert met de vreedzame beoefening van ballet.
Uiteindelijk ontdekt Jackie Billy in de balletles en verbiedt hem om naar de lessen te komen. Mevrouw Wilkinson, die Billy's talent herkent, stelt in stilte voor dat hij auditie doet voor de Royal Ballet School in Londen. Ter voorbereiding op de auditie biedt ze gratis privélessen aan. Billy weet niet goed wat hij wil doen, dus hij vraagt zijn beste vriend Michael om advies. Hij treft Michael aan in een jurk. Die overtuigt Billy om plezier met hem te hebben door zich te verkleden als vrouwen en de beperkende remmingen van de arbeidersklasse te verachten ("Expressing Yourself").
Billy komt aan voor zijn eerste privé balletles en heeft spullen bij zich die hij nodig heeft om een speciale dans te maken voor de auditie ("Dear Billy (Mum's Letter)"). Hij begint te leren van Mrs. Wilkinson en bouwt een band met haar op, terwijl hij een indrukwekkende routine ontwikkelt voor zijn auditie ("Born to Boogie"). Debbie, de dochter van mevrouw Wilkinson, probeert Billy te ontmoedigen omdat ze een oogje op hem heeft. Ondertussen zijn Jackie en Tony verwikkeld in dagelijkse gevechten met de oproerpolitie, die vaak bloedig aflopen. Ze hebben er moeite mee om hun gezin te onderhouden, door de lage stakings- en vakbondsvergoedingen. Een zware opgave die bijna een jaar duurt.
Wanneer de auditiedag voor de Royal Ballet School aanbreekt, komt de politie door het dorp en raakt Tony gewond door de politie. Omdat Billy niet naar de mijnwerkershal is gekomen om door mevrouw Wilkinson te worden opgehaald voor de auditie, gaat ze naar het huis van de Elliots. Billy's familie en enkele leden van de gemeenschap zijn daar verzameld. Ze moet bekennen dat ze Billy balletles heeft gegeven ter voorbereiding op deze dag. Dit nieuws maakt Jackie en Tony boos, en Tony krijgt ruzie met mevrouw Wilkinson. Tony probeert Billy te dwingen om voor de ogen van iedereen op tafel te dansen. De politie komt eraan en terwijl iedereen ontsnapt, roept Billy naar zijn vader dat zijn moeder hem wel had laten dansen, maar Jackie weigert dat te accepteren en zegt: "Je moeder is dood!" Billy raakt in woede ("Angry Dance") en blijft bijna een jaar lang weg van alles wat met ballet te maken heeft.

### Tweede bedrijf
Zes maanden later, tijdens het jaarlijkse kerstspektakel van de mijnwerkers, voeren de kinderen een show op waarin ze premier Margaret Thatcher denigreerden. Thatcher wordt door de mijnwerkers gezien als hun antagonist ("Merry Christmas, Maggie Thatcher"). Jackie raakt dronken en zingt een oud volksliedje dat herinneringen aan zijn overleden vrouw oproept, waarop de normaal gesproken stoïcijnse man in tranen vertrekt ("Deep Into the Ground"). Als Michael met Billy alleen achterblijft in het buurthuis, onthult hij dat hij gevoelens voor hem heeft. Billy legt echter uit dat het feit dat hij van ballet houdt, niet betekent dat hij homoseksueel is. Michael geeft hem een kus op de wang. Michael probeert Billy zover te krijgen dat hij hem een dansvoorstelling laat zien, maar Billy is verdrietig en zegt hem gewoon weg te gaan.
Michael vertrekt, maar laat een muziekspeler aanstaan. Billy heeft voor het eerst sinds de afgebroken auditie weer zin om te dansen en droomt ervan om een volwassen danser te zijn ("Dream Ballet"). Billy weet niet dat zijn vader arriveert en hem ziet dansen. Overmand door emoties gaat zijn vader naar het huis van mevrouw Wilkinson om Billy's vooruitzichten als danser te bespreken. Ze bevestigt Billy's talent, maar weet niet zeker of hij wel wordt toegelaten tot de Royal Ballet School. Mevrouw Wilkinson biedt aan om te helpen met het betalen van de reis naar Londen voor de auditie, maar Jackie weigert. Hij vertrekt met vragen over zijn trots op de arbeidersklasse en de toekomst van de mijnbouw voor zijn zonen.
Jackie besluit dat ze Billy alleen kan helpen door weer aan het werk te gaan. Wanneer Tony ziet dat zijn vader de stakerspost overschrijdt, wordt hij woedend en de twee krijgen ruzie over wat belangrijker is: de eenheid van de mijnwerkers of Billy helpen zijn droom te verwezenlijken ("He Could Be A Star"). Het conflict loopt uit op een handgemeen, waarbij Billy per ongeluk wordt geraakt. Een van de mijnwerkers berispt hen voor het vechten en zegt dat het belangrijkste is dat ze voor het kind zorgen. Eén voor één geven de mijnwerkers geld om de reis naar de auditie te bekostigen, maar Billy heeft nog steeds niet genoeg geld voor de busreis naar Londen. Een stakingsbreker arriveert en biedt hem honderden ponden. Een woedende Tony probeert zijn donatie te weigeren, maar niemand anders spreekt zijn steun uit. Nu alle hoop is verdwenen, vraagt Tony zich somber af of het nog wel zin heeft en rent weg.
Billy en zijn vader arriveren bij de Royal Ballet School voor de auditie. Terwijl Jackie buiten wacht, benadrukt een rijke Londenaar het contrast tussen de Elliots en de families van de andere sollicitanten. Jackie ontmoet een danser met een zwaar Schots accent. De danser bekent dat zijn vader zijn balletcarrière niet steunt. Hij adviseert Jackie dringend om achter zijn zoon te gaan staan. Billy sluit de auditie zenuwachtig af met het beklemmende gevoel dat hij het niet goed heeft gedaan. Terwijl hij zijn spullen inpakt, wordt hij overmand door emoties en slaat hij een andere danser die hem probeert te troosten. De auditiecommissie herinnert Billy aan de strenge normen van de school. Ze hebben een enthousiaste brief ontvangen van mevrouw Wilkinson, waarin ze Billy's achtergrond en situatie uitlegt. Ze vragen hem om te beschrijven hoe het voelt als hij danst. Billy reageert met een oprechte verklaring van zijn passie (" Electricity ").
Terug in Durham hervatten de Elliots hun leven, maar de tijden zijn zwaar en de mijnwerkers runnen een gaarkeuken om ervoor te zorgen dat iedereen te eten krijgt. Uiteindelijk ontvangt Billy een brief van de school en, overweldigd en bang, wetende dat het het einde van het leven dat hij heeft gekend aankondigt, informeert hij zijn familie dat hij niet is geaccepteerd. Tony haalt de brief uit de prullenbak en ziet dat zijn broer is aangenomen. Tegelijkertijd gaf de mijnwerkersvakbond toe en hebben ze de staking verloren. Billy bezoekt mevrouw Wilkinson tijdens de dansles om haar te bedanken voor alles wat ze voor hem heeft gedaan. Debbie is verdrietig dat Billy weggaat.
Billy pakt zijn spullen voor de reis naar school en neemt afscheid van de mijnwerkers die binnenkort werkloos worden en met tegenzin weer aan het werk gaan ("Once We Were Kings"). Billy neemt afscheid van zijn overleden moeder, die hem in zijn verbeelding vaak bezoekt ("Dear Billy (Billy's Reply)"). Michael komt langs om afscheid te nemen en Billy geeft hem een kus op de wang. Billy pakt zijn koffer en loopt alleen de toekomst tegemoet.
De hele cast komt het podium op en roept Billy terug om de mooie toekomst die voor hem ligt te vieren ("Finale").

## Rolverdeling
Voornaamste rollen
- Elliott Hanna as Billy Elliot
- Ruthie Henshall as Sandra Wilkinson
- Deka Walmsley as Jackie Elliot
- Ann Emery as Grandma
- Chris Grahamson as Tony Elliot
- Zach Atkinson as Michael Caffrey
- Liam Mower as Older Billy
- David Muscat as Mr. Braithwaite
- Claudia Bradley as Mrs. Elliot
- Howard Crossley as George
- Demi Lee as Debbie Wilkinson
- Alan Mehdizadeh as Big Davey
- Liam Sargeant as Small boy
- Caspar Meurisse as Tall boy
- David Stoller as Scab / Posh Dad
- Rueben Williams as Riot Officer

Balletmeiden
- Niamh Bennett
- Ella Forman
- Imogen Gurney
- Lauren Henson
- Imogen Kingsley Smith
- Erin McIver
- Syakira Moeladi
- Natasha Pye
- Charlotte Ross-Gower
- Sophie Smart

Billy's verleden & heden (speciale finale)
(in volgorde van speelperiode)
- Liam Mower
- George Maguire
- James Lomas
- Leon Cooke
- Matthew Koon
- Dean McCarthy
- Layton Williams
- Joshua Fedrick
- Fox Jackson-Keen
- Tom Holland
- Corey Dodd
- Ollie Gardner
- Rhys Yeomans
- Aaron Watson
- Scott McKenzie
- Josh Baker
- Ryan Collinson
- Kaine Ward
- Harris Beattie
- Harrison Dowzell
- Redmand Rance
- Ali Rasul
- Elliott Hanna
- Bradley Perret
- Matteo Zecca
- Ollie Jochim

Eerste bedrijf
- "The Stars Look Down" – Ensemble
- "Shine" – Ballet Girls, Mrs. Wilkinson, and Mr Braithwaite
- "Grandma's Song" – Grandma
- "Solidarity" – Ballet Girls, Billy, Mrs. Wilkinson, Miners, and Police
- "Expressing Yourself" – Billy, Michael, and Ensemble
- "The Letter (Mum's Letter)" – Mrs. Wilkinson, Mum, and Billy
- "Born to Boogie" – Mrs. Wilkinson, Billy, and Mr. Braithwaite
- "Angry Dance" – Billy and Male Ensemble

Tweede bedrijf
- "Merry Christmas, Maggie Thatcher" – Tony and Partiers
- "Deep Into the Ground" – Jackie
- "Dream Ballet" – Billy and Older Billy
- "He Could Be a Star" – Jackie, Tony, and Miners
- "Electricity" – Billy
- "Once We Were Kings" – Ensemble
- "The Letter (Billy's Reply)" – Billy and Mum
- Finale – Ensemble

## Uitgave
Billy Elliot the Musical Live stond bovenaan de Britse en Ierse box office in het weekend dat de film werd uitgezonden, een primeur voor een bioscooprelease, waarmee hij The Equalizer versloeg met £1,9 miljoen ($3.094.159).

## Thuismedia
De film werd op 24 november 2014 uitgebracht op dvd en Blu-ray in het Verenigd Koninkrijk. Deze release verschilt enigszins van wat oorspronkelijk in de bioscoop werd uitgezonden, doordat bepaalde camerastandpunten zijn gewijzigd en doordat er opnames zijn opgenomen van een oefenopname van de dag vóór de oorspronkelijke live-uitzending. De film werd op 13 oktober 2015 in de Verenigde Staten uitgebracht op dvd en Blu-ray.